# Grease: Rise of the Pink Ladies
Grease: Rise of the Pink Ladies è una serie televisiva statunitense del 2023 di genere commedia musicale e dramma romantico, prequel del film del 1978 Grease.
La serie è andata in onda dal 6 aprile 2023 al 1 giugno 2023 su Paramount+; è stata cancellata nello stesso mese, e rimossa da Paramount+.

## Trama
La serie è ambientata nel 1954, quattro anni prima degli eventi di Grease, e segue quattro studentesse stanche e disadattate che si uniscono per far emergere il panico morale che cambierà radicalmente la Rydell High e diventeranno le madri fondatrici della prima gang femminile di una scuola superiore femminile, conosciuta come le "Pink Ladies".

## Episodi
| Stagione       | Episodi | Prima TV USA | Distribuzione Italia |
| -------------- | ------- | ------------ | -------------------- |
| Stagione unica | 10      | 2023         | 2023                 |

## Personaggi e interpreti

### Personaggi principali
- Jane Facciano (stagione 1), interpretata da Marisa Davila. Una studentessa della Rydell High School, membro fondatore delle Pink Ladies, è la prima studentessa a candidarsi come presidente di classe e sorella maggiore di Fran "Frenchy" Facciano.
- Olivia Valdovinos (stagione 1), interpretata da Cheyenne Isabel Wells. Una studentessa della Rydell High School, membro fondatore delle Pink Ladies e sorella minore del membro dei T-Bird, Richie, con una reputazione basata su voci di cui non le importa.
- Cynthia Zdunowski (stagione 1), interpretata da Ari Notartomaso. Una studentessa maschiaccio della Rydell High School che voleva essere una T-Bird prima di diventare un membro fondatore delle Pink Ladies.
- Nancy Nakagawa (stagione 1), interpretata da Tricia Fukuhara. Una studentessa della Rydell High School, aspirante stilista e membro fondatore delle Pink Ladies.
- Hazel Robertson (stagione 1), interpretata da Shanel Bailey. Una timida studentessa della Rydell High School che finisce per assumere il ruolo femminile protagonista in Romeo e Giulietta.
- Susan St. Clair (stagione 1), interpretata da Madison Thompson. Una studentessa della Rydell High School, membro del Dance Committee della Rydell High ed ex fidanzata di Buddy.
- Richie Valdovinos (stagione 1), interpretato da Johnathan Nieves. Uno studente della Rydell High School, membro dei T-Birds, uno dei due interessi amorosi di Jane e fratello maggiore di Olivia.
- Buddy Aldridge (stagione 1), interpretato da Jason Schmidt. Uno studente della Rydell High School proveniente da una famiglia importante e uno dei due interessi amorosi di Jane.
- Gil Rizzo (stagione 1), interpretato da Nicholas McDonough. Uno studente della Rydell High School, membro dei T-Birds e fratello maggiore di Betty.
- Assistente Preside McGee (stagione 1), interpretata da Jackie Hoffman. L'assistente preside della Rydell High School che alla fine diventerà il preside di Grease.

### Personaggi secondari
- Leonard Daniels (stagione 1), interpretato da Chris McNally. Un insegnante di inglese alla Rydell High School e capo del giornale scolastico che ha avuto un'avventura con Olivia finché non sono stati scoperti.
- Rosemary (stagione 1), interpretata da Charlotte Kavanagh. Una studentessa e cheerleader della Rydell High School.
- Dorothy "Dot" (stagione 1), interpretata da Josette Halpert. Una studentessa della Rydell High School, amica di Susan e membro del Dance Committee.
- Edward "Shy Guy" (stagione 1), interpretato da Maximo Weber Salas. Uno studente della Rydell High School, membro dei T-Birds e un pugile, l'ultimo dei quali non gli piace.
- "Potato" (stagione 1), interpretato da Alexis Sides. Uno studente della Rydell High School e membro dei T-Birds, noto anche come "Pedrito".
- Wally Winslow (stagione 1), interpretato da Maxwell Whittington-Cooper. Uno studente della Rydell High School che ha una cotta per Hazel.
- Lydia (stagione 1), interpretata da Niamh Wilson. Una studentessa della Rydell High School e membro degli attori.
- Fran "Frenchy" Facciano (stagione 1), interpretata da Madison Elizabeth Lagares. La sorella minore di Jane Facciano che alla fine diventerà una Pink Lady come in Grease.
- Betty Rizzo (stagione 1), interpretata da Emma Shannon. La sorella minore di Gil Rizzo che alla fine diventerà la leader delle Pink Ladies a partire da Grease.
- Floyd (stagione 1), interpretato da Victor Lau. Uno studente della Rydell High School e un membro degli attori.

## Produzione
La serie ha ricevuto un ordine diretto da WarnerMedia nell'ottobre 2019 con il titolo Grease: Rydell High, che andrà in onda sul loro servizio di streaming HBO Max. Nell'aprile 2020, Annabel Oakes è stata assunta per scrivere l'episodio pilota e agire come produttrice esecutiva della serie. Nel maggio 2020, il titolo della serie è stato cambiato in Grease: Rise of the Pink Ladies ed è stato annunciato che la serie sarà presentata in anteprima nel 2021.
Nell'ottobre 2020, è stato annunciato che la serie sarebbe stata invece presentata in anteprima su Paramount + dopo che il Chief Content Officer di HBO e HBO Max Casey Bloys ha deciso di non andare avanti con la serie su HBO Max. Insieme al cambio di rete, è stato annunciato che Annabel Oakes sarà la creatrice della serie. Nel luglio 2021, la Paramount+ ha assegnato ufficialmente alla serie un ordine di dieci episodi. Marty Bowen ed Erik Feig si sono uniti alla serie come produttori esecutivi. Alethea Jones è stata annunciata come produttrice nell'ottobre 2021 e dirigerà anche il primo episodio.
Il 31 gennaio 2022, è stato riferito che Marisa Davila, Cheyenne Isabel Wells, Ari Notartomaso, Tricia Fukuhara, Shanel Bailey, (come Pink Ladies) Madison Thompson, Johnathan Nieves, Jason Schmidt, Maxwell Whittington-Cooper e Jackie Hoffman è stato scelto per ruoli da protagonista. Nel febbraio 2022, è stato annunciato che Chris McNally, Charlotte Kavanagh, Josette Halpert, Nicholas McDonough, Maximo Weber Salas e Alexis Sides si sono uniti al cast in ruoli ricorrenti.
La serie inizialmente doveva essere girata in California dopo aver ricevuto un credito d'imposta per girare nello stato. Il 31 gennaio 2022 è stato riferito che la produzione era iniziata a Vancouver, nella Columbia Britannica.

## Distribuzione
La prima di Grease: Rise of the Pink Ladies era stata inizialmente prevista per l'inizio del 2023 in un articolo su Entertainment Weekly nel dicembre 2022. Il 9 gennaio 2023, la serie è stata annunciata in un panel della Television Critics Association per essere presentata in anteprima il 6 aprile 2023. La prima stagione dello show si è conclusa il 1 giugno 2023. La serie è stata rimossa da Paramount+ nel giugno 2023.
La serie è stata rilasciata in digitale il 24 luglio 2023 ed è stata seguita da un'uscita fisica in DVD il 7 novembre 2023.

## Colonna sonora
Circa 30 nuove canzoni sono state scritte per la serie dal cantautore americano Justin Tranter, alcune scritte in collaborazione con altri, ognuna con l'intenzione di aggiungere una versione contemporanea ma catturare comunque nostalgia e armonie in stile anni '50. Tranter è il produttore musicale esecutive della serie. Tranter ha riconosciuto che la musica sarebbe stata ricordata come un'istantanea del tempo presente e ha appositamente realizzato la musica affinché fosse in linea con la storia e i personaggi.

## Accoglienza
Il sito web aggregatore di recensioni Rotten Tomatoes ha riportato un indice di approvazione del 65%, con una valutazione media di 6,7/10, basata su 34 recensioni critiche.
Metacritic, che utilizza una media ponderata, ha assegnato un punteggio di 59 su 100 sulla base di 14 critici, indicando "recensioni contrastanti o medie".